# Anders Magnus Hedberg
Anders Magnus Hedberg, född den 16 augusti 1819 i Söderhamn, död den 28 maj 1882 i Gävle, var en svensk handelsman, grosshandlare och redare.

## Biografi
Hedberg föddes i Söderhamn som son till klensmeden Olof Hedberg. Han började sin bana som smed i likhet med sin far, men på 1850-talet öppnade han en handelsverksamhet inriktad på sjöfart i Gävle som då såg ett stort uppsving i handelsverksamheten främst berömde på den ökande efterfrågan på trävaror. Hedberg var även redare själv och hade bland annat en brigg vid namn Victoria.
Mot slutet av sitt liv, 1880, skänkte han de två fontäner som kallas Hedbergs fontäner och som står på Rådhusesplanaden i Gävle. Han uppförde även fastigheten på Nygatan 37 i Gävle. Vid Hedbergs död anges i bouppteckningen att han hade tillgångar på ca 50 000 kronor.

### Familj
Hedberg fick tre pojkar och två flickor, och den ena flickan Andriette Hedberg blev en av Sveriges första kvinnliga professionella fotografer. Hans son Sigurd Hedberg blev redare i Malmö och skapade Louise och Sigurd Hedbergs stiftelse.